# Районный диспетчерский центр
Районный диспетчерский центр управления движением на авиатрассе (в терминологии FAA — англ. Area control center) — организация, уполномоченная осуществлять диспетчерские функции движения воздушных судов не только в зоне определённого аэропорта, но и в крупной зоне полетов.
В России к таким центрам относят, например, Московский и Самарский.

## По странам

### Европа
- en:London Area Control Centre, Гэмпшир. Обеспечивает территорию Англии и Уэльса.

### Северная Америка

#### Мексика
- Масатлан
- Мерида
- Мехико
- Монтеррей

#### США

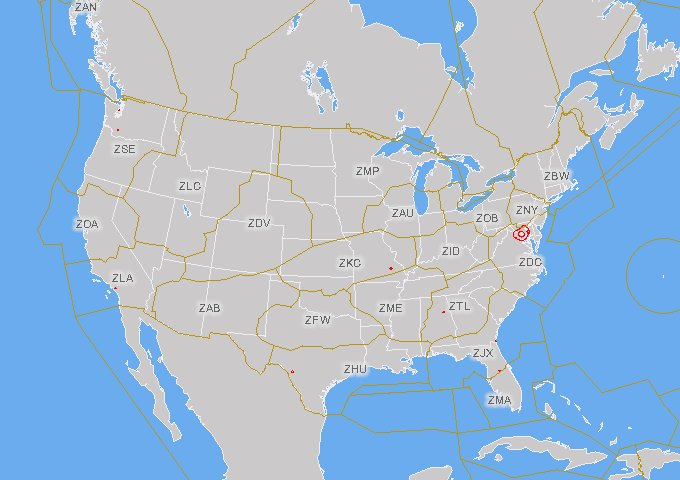
РДЦ США

- en:Los Angeles Air Route Traffic Control Center, Палмдейл, Калифорния — юг и центр Калифорнии, юг Невады, юго-запад Юты, запад Аризоны (кроме военных полетов).

## Интересные факты
Некоторые территории над океаном не видны на локаторах , поэтому связь с самолетами осуществляется на специальных радиочастотах.